# Hilizoliga
Hilizoliga is een bestuurslaag in het regentschap Nias Selatan van de provincie Noord-Sumatra, Indonesië. Hilizoliga telt 1210 inwoners (volkstelling 2010).